# Ar-Ruwajszid
Ar-Ruwajszid (arab. الرويشد) – miasto w północno-wschodniej Jordanii, w muhafazie Al-Mafrak, położone na Pustyni Syryjskiej, będące najbardziej na wschód wysuniętym miastem kraju. W 2010 roku miasto liczyło 6753 mieszkańców.
Przez Ar-Ruwajszid przebiega jedyna droga łącząca Jordanię z Irakiem.